# Galičica (Uskoplje, BiH)
Galičica (Galečica) je naseljeno mjesto u općini Uskoplje, Federacija Bosne i Hercegovine, BiH.

## Zemljopis
Galičica se nalazi na oko 850 metara nadmorske visine, iznad doline Voljišnice.
Do Galičice vodi makadamska cesta iz Podgrađa.

## Povijest
Na popisu stanovništva iz 1879. u naselju je živjelo 40 stanovnika (svi Hrvati), 1885. Galičica (Galačica) je imala 28 stanovnika (svi katolici). Na popisu 1895. se pod nazivom Galići navodi kao dio Podgrađa (Pograđe).
Kao samostalno naseljeno mjesto postoji od 1981. kada je Galičica izdvojena iz dijela naseljenog mjesta Podgrađe. 
Na Galičici se nalazi spomen-obilježje poginulim hrvatskim braniteljima tijekom bošnjačko-hrvatskog sukoba, sagrađeno 2000. godine.

## Stanovništvo

### 1991.
Nacionalni sastav stanovništva 1991. godine, bio je sljedeći:
ukupno: 41
- Hrvati - 41

### 2013.
Na popisu stanovništva 2013. godine bilo je bez stanovnika.